# Gỏi đu đủ Thái

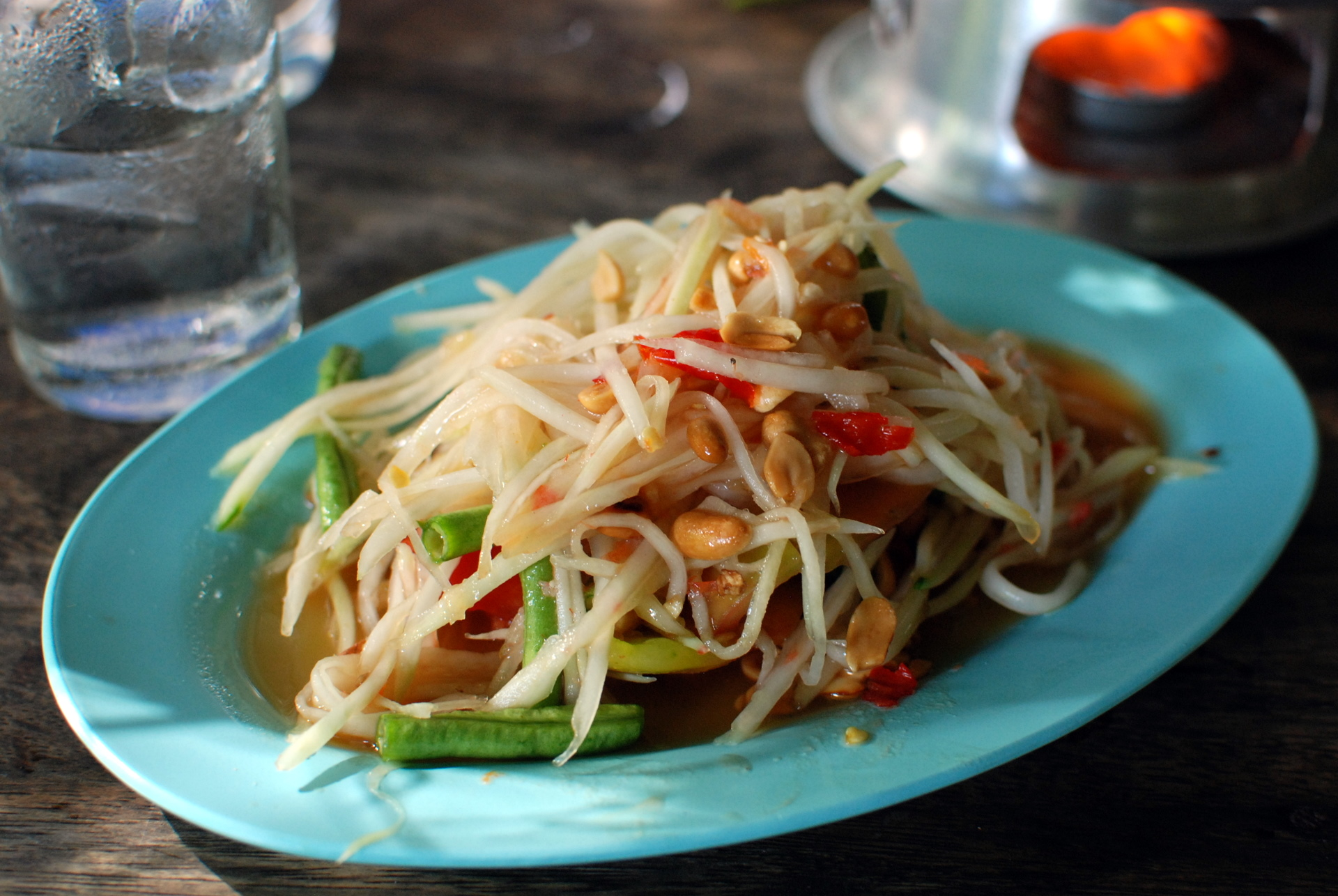
Gỏi đu đủ Thái Lan (som tam) được trộn từ đu đủ xanh, tôm và tỏi ớt giã nhuyễn

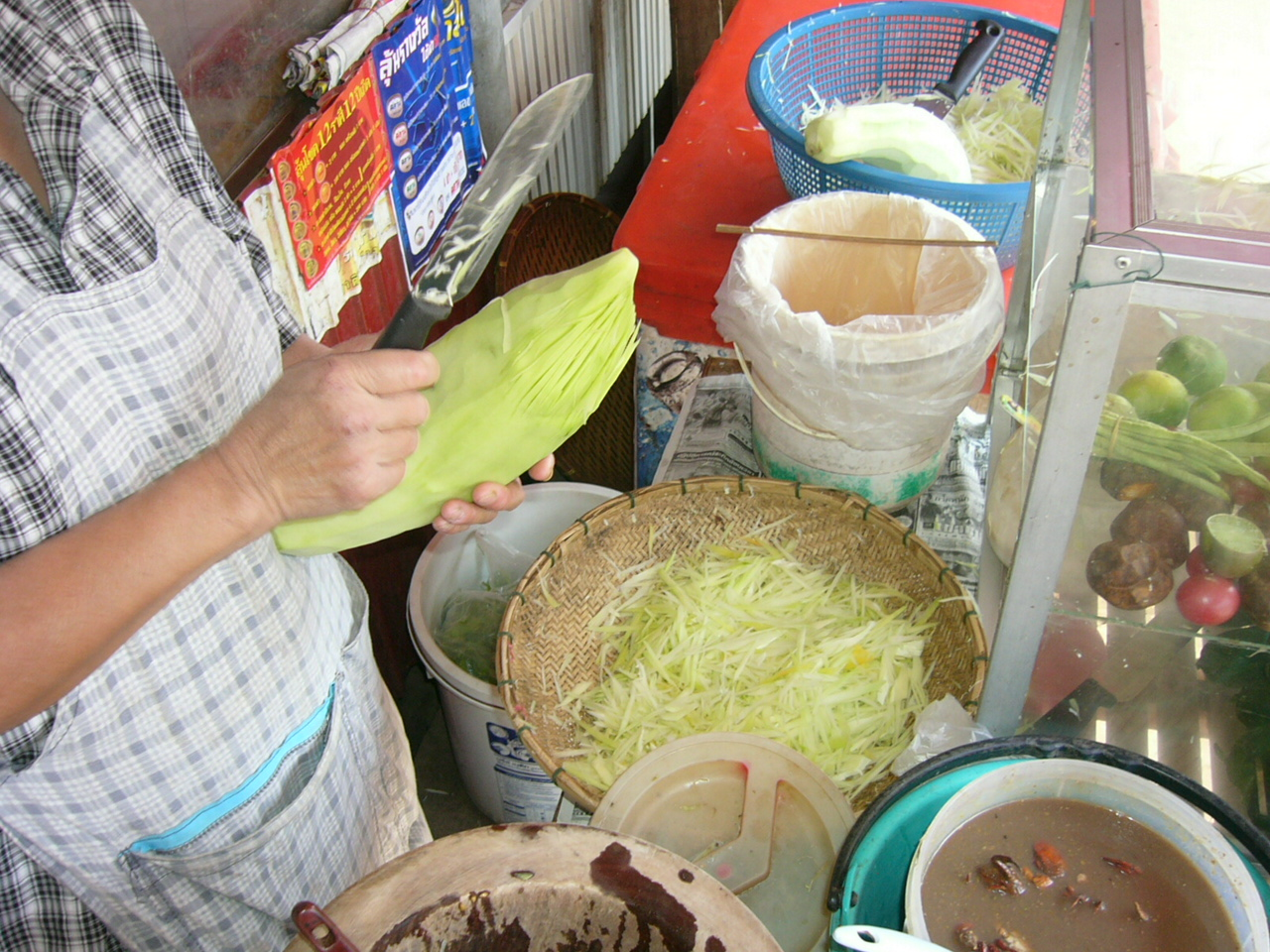
Đu đủ xanh được nạo sợi trước khi trộn gỏi

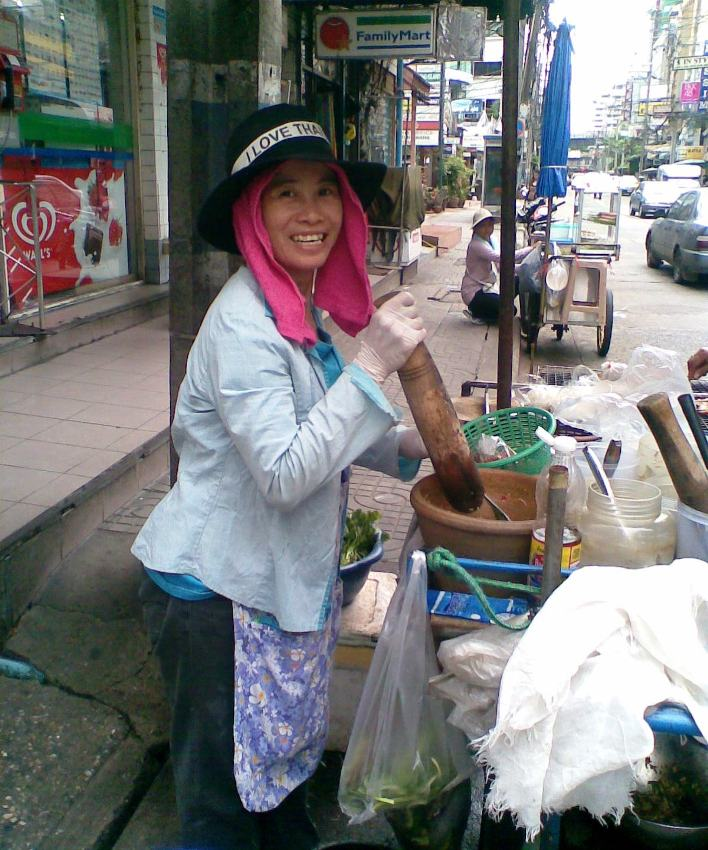
Một gánh hàng rong ở Bangkok bán gỏi som tam

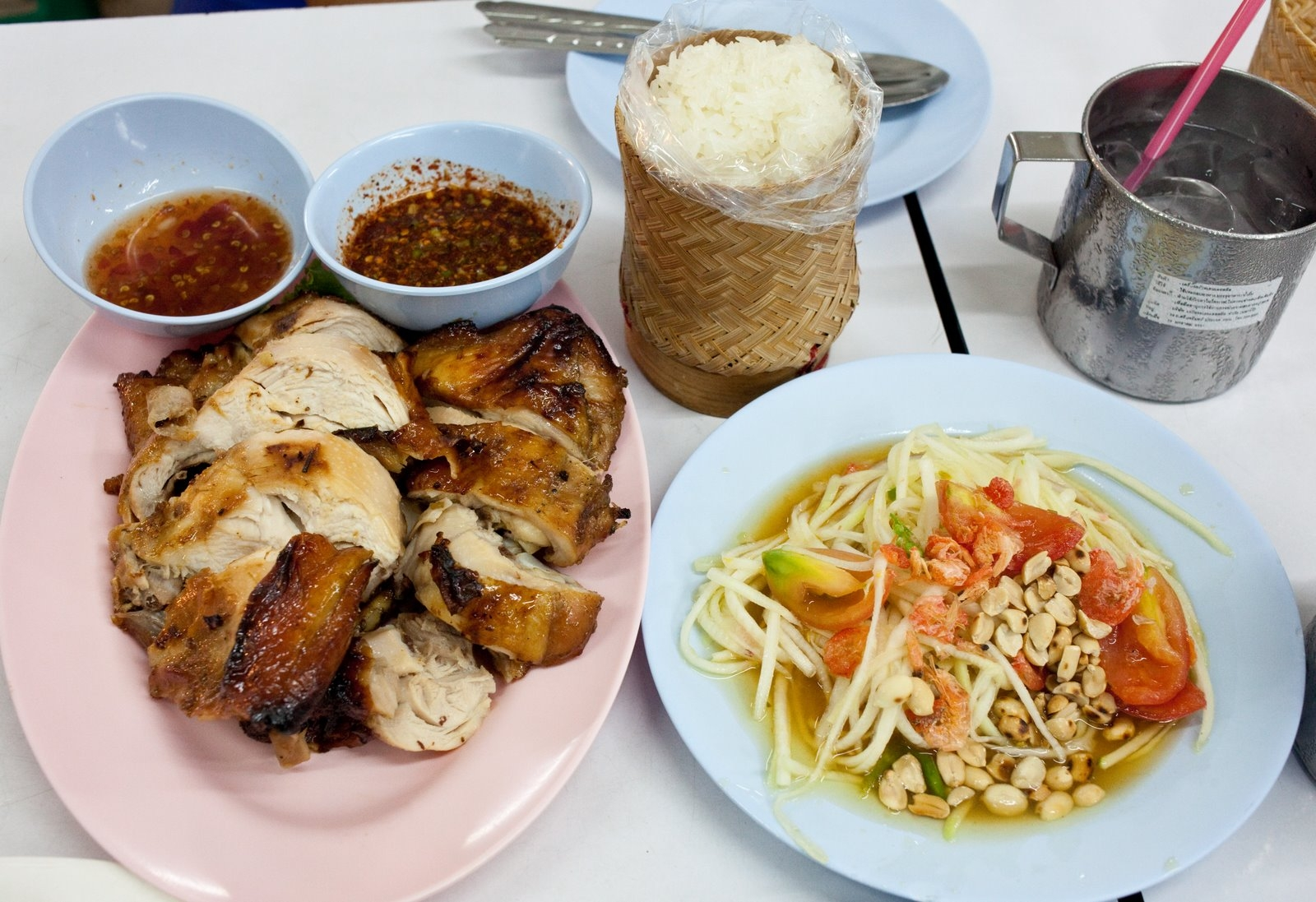
Gỏi đu đủ som tam phục vụ cùng gà nướng (kai yang) và xôi nếp

Gỏi đu đủ Thái có tên là Som tam hoặc som tum, phiên âm tiếng Việt là xổm tam (ส้มตำ hoặc ส้มตำ), tên trong tiếng Isan là tam bak hung (ตำบักหุ่ง- tam bàk hùŋ) là một loại gỏi cay với nguyên liệu chính là đu đủ xanh bào sợi. Som tam tương tự như món gỏi tam mak hung của Lào và gỏi bok l'hong của Campuchia. Món gỏi đu đủ Thái được Google tôn vinh trên trang chính ngày 14/12/2021.
Món gỏi này cũng được bán trong khu tự trị Tây Song Bản Nạp ở Trung Quốc.

## Chế biến
Món này có đầy đủ các vị cơ bản của ẩm thực Thái Lan: vị chua của chanh, vị cay của ớt, vị mặn của nước mắm và vị ngọt của đường thốt nốt. Món này được trộn bằng cách giã trong cối, vì thế nên mới có tên là som tam có nghĩa là "món giã (trong cối) có vị chua".
Ở Thái, thường thì thực khách sẽ yêu cầu đầu bếp nấu món này theo vị mà họ thích. Phiên bản Lào hay Isan của món này có tên là som tam lao (ส้มตำลาว) hay đơn giản gọi là tam lao. Phiên bản Tây Song Bản Nạp (Trung Quốc), người Thái Lặc sử dụng dầu hào và xì dầu thay thế nước mắm và thêm đá viên để giữ cho rau trong gỏi luôn tươi và giòn.

### Nguyên liệu chính
Theo truyền thống, một đĩa gỏi đu đủ Thái điển hình sẽ bao gồm các nguyên liệu, rau quả cơ bản sau (đã được cắt thành miếng): 
- Đu đủ (มะละกอ-máʔláʔkɔ, tiếng Isan: บักหุ่ง-bak hung), dùng loại còn xanh, chưa chín. Đây là nguyên liệu quan trọng nhất.
- Đậu đũa, (ถั่วฝักยาว-tʰùə fàk jaːw, tiếng Isan: หมากถั่ว-màːk tʰùə, tiếng Lào: ໝາກຖ່ັວ)
- Sấu đỏ (กระท้อน; tiếng Lào: ໝາກຕ້ອງ), dùng loại còn cứng, chưa chín
- Dưa chuột (แตง), thường dùng loại nhỏ
- Chuối (กล้วย), dùng loại còn xanh
- Bắp chuối (หัวปลี). Dùng cho món gỏi đu đủ hoa chuối tên là somtam hua plii
- Xoài (มะม่วง), dùng loại còn xanh

### Các nguyên liệu khác
Ngoài các nguyên liệu cần phải có kể trên, còn có các nguyên liệu phụ khác được thêm vào cối để giã trộn, bao gồm: 
- Ớt (tiếng Thái: พริก-pʰrík,phát âm tiếng Thái: [phrik], tiếng Isan: พิก-pʰík;tiếng Lào: ພິກ)
- Đường (theo truyền thống là dùng đường thốt nốt)
- Tỏi (tiếng Thái: กระเทียม, phát âm tiếng Thái: [kra-thiêm]; tiếng Isan: กะเทียม (ka-thiêm); tiếng Lào: ພະກເທິຍມ,phát âm tiếng Lào: [pạk-thiêm])
- Chanh (tiếng Thái/Isan: มะนาว- manaːw; tiếng Lào: ມະນາວ)
- Nước mắm (น้ำปลา-nám plaː; tiếng Lào: ນ້ຳປາ- nám pa)
- Cua muối (tiếng Thái: ปูเค็มphát âm tiếng Thái: [pù-khem], tiếng Isan: ปูดอง (pù-đoong), tiếng Lào: ປູດອງ). Đây không phải là loại cua biển, mà là loại cua đồng [3] (ปูนา) sống trong các ruộng ngập nước vào mùa lũ và trên kênh rạch. Người Isan ăn nguyên con cua, ăn cả vỏ cua.
- Mắm tôm (tiếng Thai/Isan: กะปิ- kapìʔ; tiếng Lào: ກະປີ)
- Pla ra (ปลาร้า- plaː ráː; tiếng Isan: ปาแดก- paː dɛ̀ːk; tiếng Lào: padaek- ປາແດກ): là loại cá muối trộn cám gạo chưng thành mắm
- Cà chua (มะเขือเทศ- máʔ.kʰɯ̌ə tʰêːt; tiếng Isan: หมากเลน- màːk leːn; tiếng Lào: ໝາກເລ່ນ); người Isan cũng gọi cà chua là มะเขอเคอ- makʰɤ̌ːkʰɤː), thường dùng loại cà chua bi.
- Cóc Thái (่tiếng Thái/Isan: มะกอก- makɔ̀ːk; tiếng Lào: ມະກອກ)
- Cà pháo tươi (มะเขือ).

Gỏi đu đủ Thái thường được ăn với xôi (tiếng Thái/Isan: ข้าวเหนียว- kʰâːw nǐow; tiếng Lào: ເຂົ້າໜຽວ) và gà nướng (tiếng Thái: ไก่ย่าง- kàj jâːŋ; tiếng Isan: ไก่ย่าง - kàj ɲâːŋ; tiếng Lào: ປິງໄກ່ - piŋ ɡaj). Nó cũng thường được ăn với bún và rau sống để giảm bớt độ cay của món ăn, hoặc đơn giản là ăn chơi với tóp mỡ.

## Các biến tấu
Các biến thể của món ăn này được tìm thấy khắp đất nước Thái Lan cũng như ở các nước phương Tây (món này giữ nguyên tên tiếng Thái ở nước ngoài). Món ăn tương tự như món này ở Campuchia là gỏi đu đủ Campuchia- bok l'hong.
Ở miền Trung Thái Lan, người ta làm món này ngọt và dịu hơn; thường bao gồm đậu phộng giã, có ít mắm cá Lào (padaek) hoặc cua muối hơn. Món này thường được ăn sống và chính phủ Thái Lan thường khuyến cáo người dân giữ gìn vệ sinh thực phẩm khi ăn món này vì nguy cơ bị viêm gan. Tôm khô muối mặn cũng được dùng ở miền Trung Thái Lan, khi đó, món này được gọi là som tam rama- ส้มตำรามา. Cũng có cách trộn gỏi khác dùng xoài xanh, táo, dưa chuột, cà rốt và các loại rau trái còn xanh khác. Đây là cách chế biến do sinh viên Thái du học ở Hoa Kỳ nghĩ ra vì ở Mỹ rất khó tìm được đu đủ xanh.

## Hình ảnh

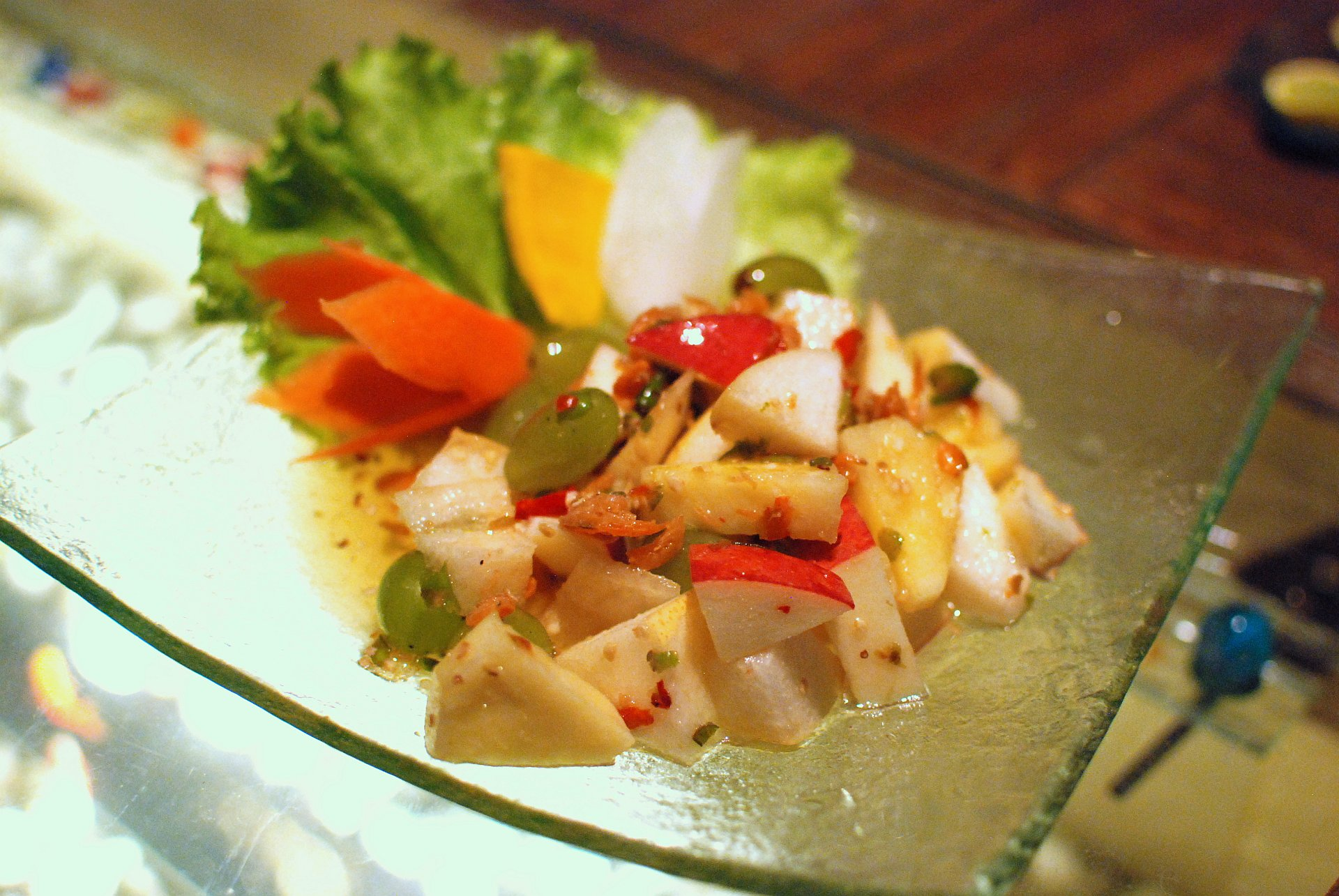
Tam phonla mai ruam: một biến thể của món này với các loại trái cây
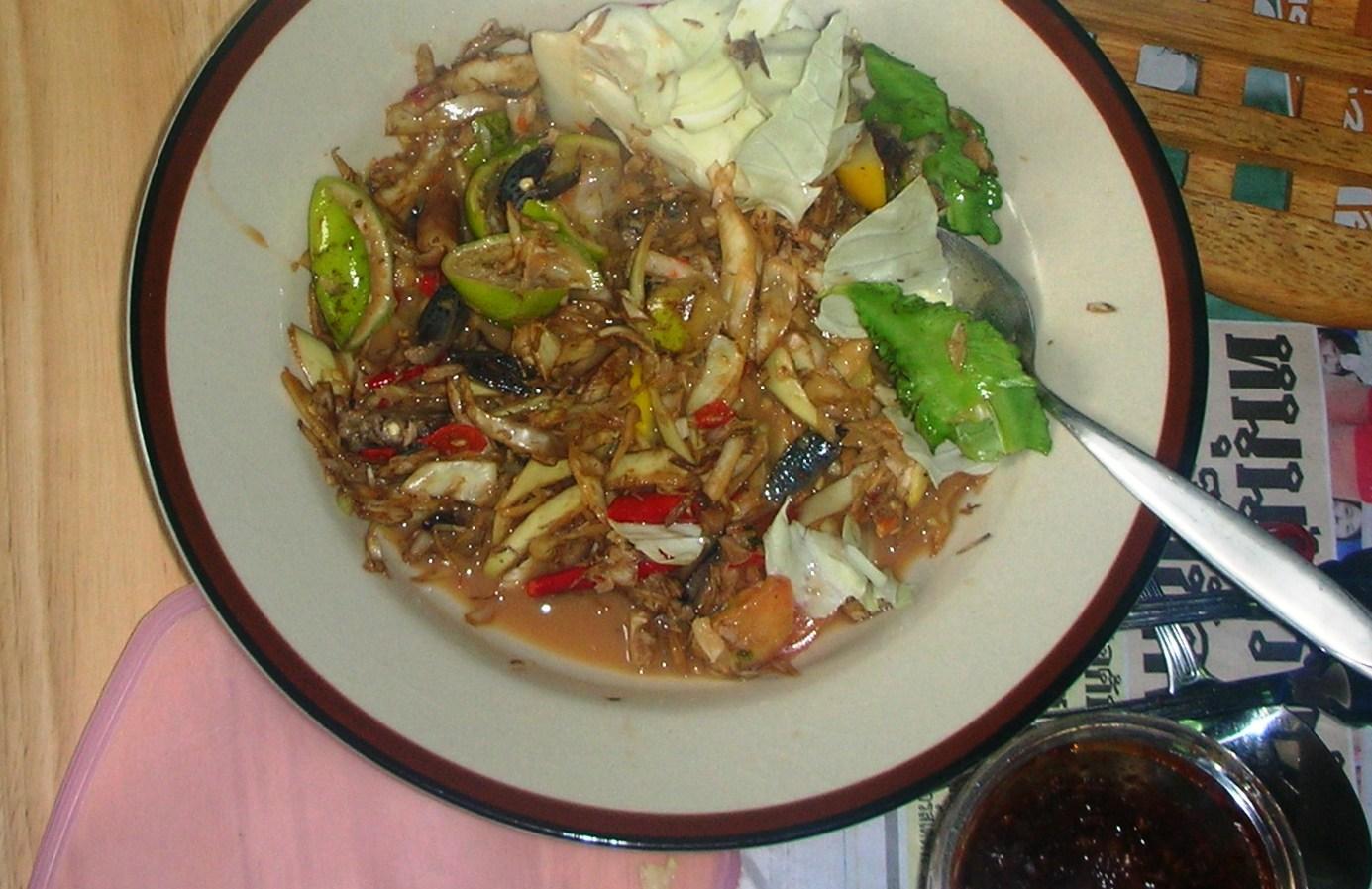
Som tam huapli: một biến thể với hoa chuối
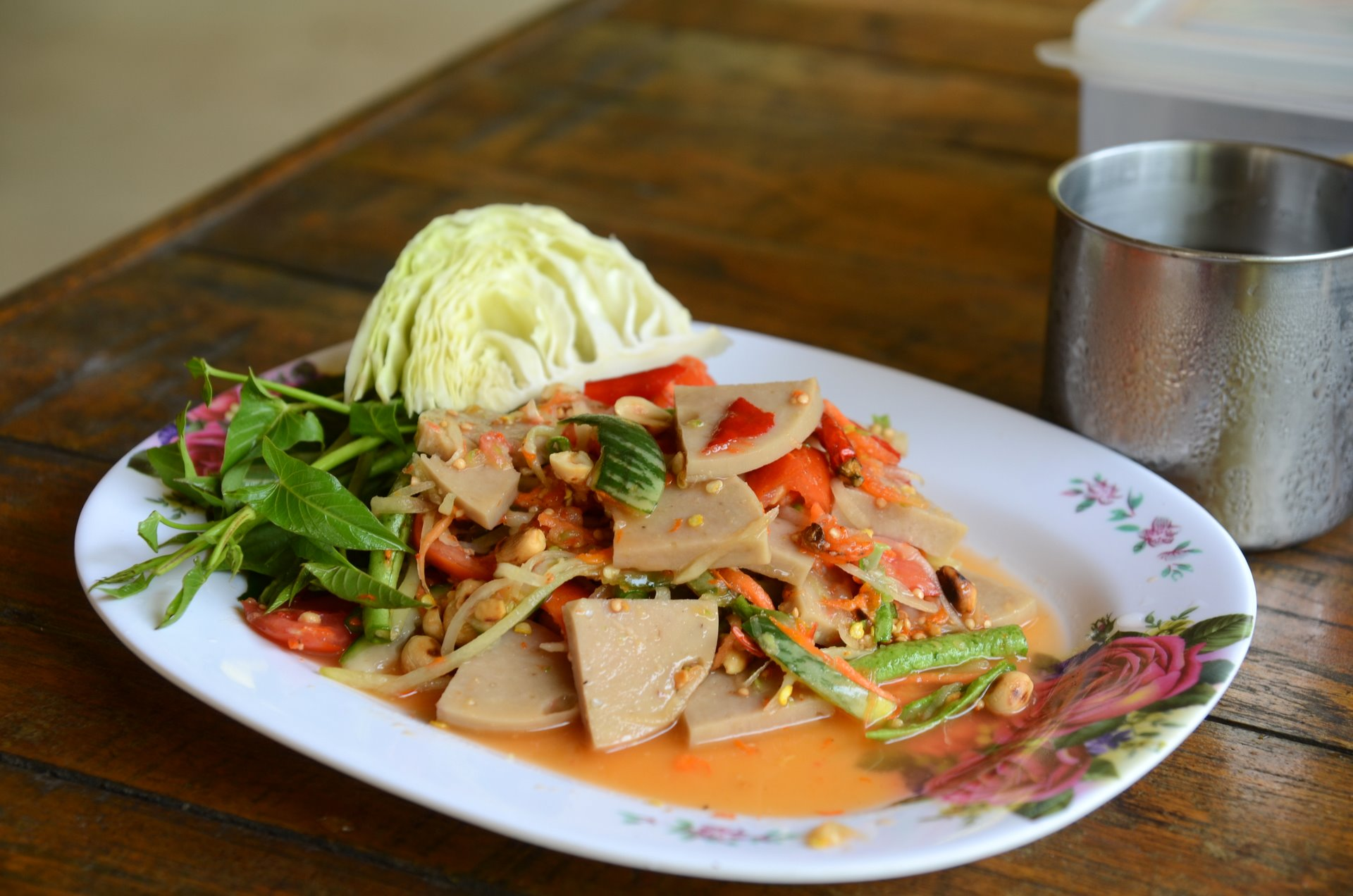
Tam mu yo: một biến thể với giò lụa
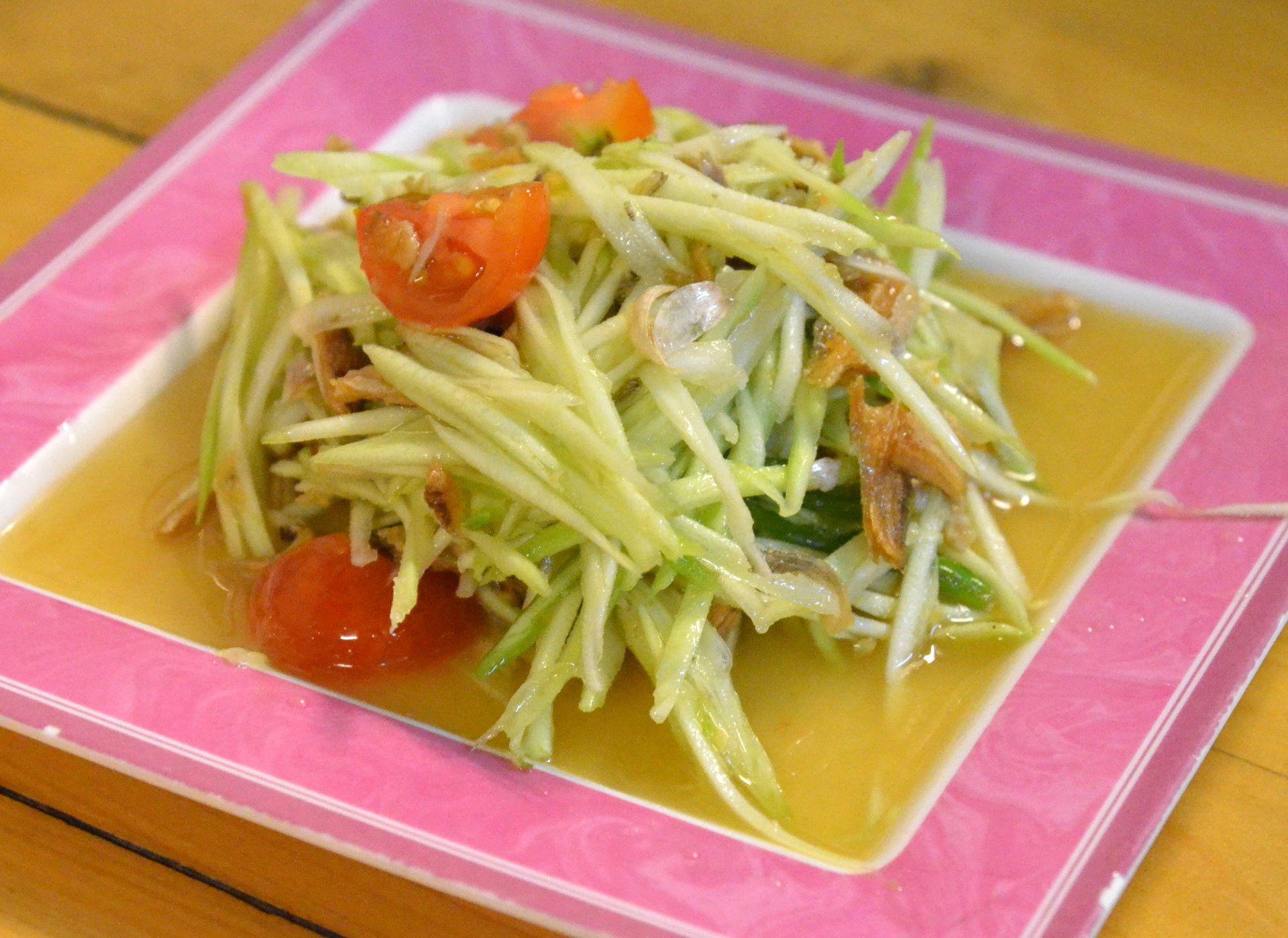
Tam mamuang pla haeng thot: một biến thể với xoài xanh và khô cá cơm
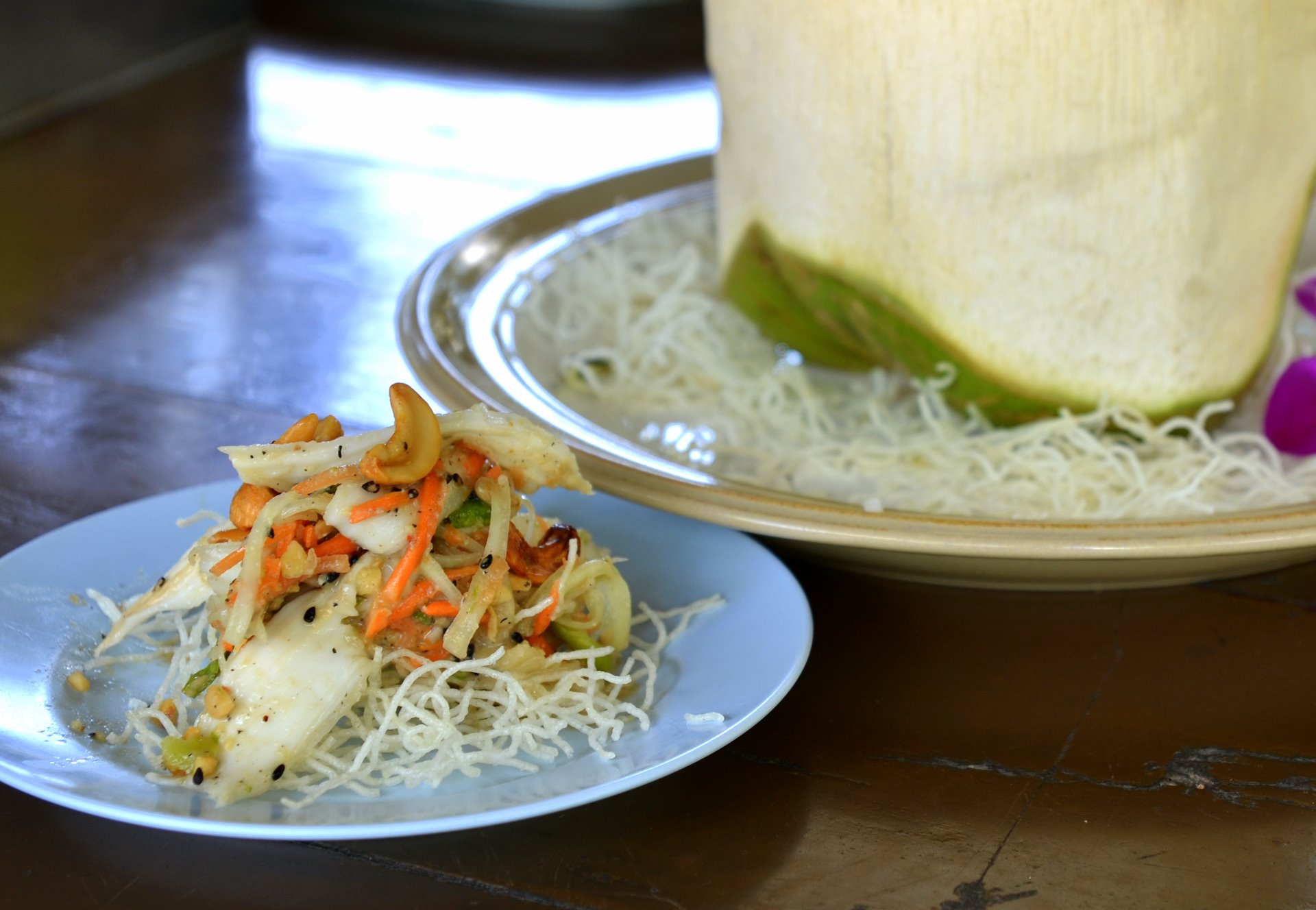
Tam maphrao on sen mi krop: một biến thể với cơm dừa loại mềm và miến chiên giòn